# Argentina en la Universiada 2021
Las XXXI Universiadas de verano se llevaron a cabo del 28 de julio al 8 de agosto de 2023 en la ciudad de Chengdu (China). Argentina contó con 54 atletas distribuidos en las disciplinas de básquet y vóley (tanto masculino como femenino), gimnasia artística, judo, natación, atletismo y remo.

## Medallero
| País      |   |   |   |   |
| --------- | - | - | - | - |
| Argentina | 0 | 0 | 0 | 0 |

## Competidores
| Deporte            | Masculino | Femenino | Total |
| ------------------ | --------- | -------- | ----- |
| Gimnasia artística | 1         | 2        | 3     |
| Atletismo          | 0         | 1        | 1     |
| Baloncesto         | 11        | 11       | 22    |
| Judo               | 1         | 0        | 1     |
| Gimnasia rítmica   | 0         | 1        | 1     |
| Remo               | 1         | 0        | 1     |
| Natación           | 0         | 1        | 1     |
| Voleibol           | 12        | 12       | 24    |
| Total              | 26        | 28       | 54    |

## Voleibol Masculino

### Fase de grupos

#### Grupo A
– Clasificados a los cuartos de final.      – Clasificados a los playoffs del 9.º al 12.º puesto.
| Pos. | Equipo          | Partidos | Partidos | Partidos | Pts. | Sets | Sets | Sets  | Puntos | Puntos | Puntos |
| Pos. | Equipo          | PJ       | PG       | PP       | Pts. | SG   | SP   | Ratio | PG     | PP     | Ratio  |
| ---- | --------------- | -------- | -------- | -------- | ---- | ---- | ---- | ----- | ------ | ------ | ------ |
| 1.º  | Argentina       | 3        | 3        | 0        | 9    | 9    | 0    | MAX   | 246    | 195    | 1.262  |
| 2.º  | Irán            | 3        | 1        | 2        | 3    | 5    | 6    | 0.833 | 263    | 248    | 1.060  |
| 3.º  | India           | 3        | 1        | 2        | 3    | 3    | 7    | 0.429 | 209    | 226    | 0.925  |
| 4.º  | República Checa | 3        | 1        | 2        | 3    | 4    | 8    | 0.500 | 227    | 276    | 0.822  |

| 29 de julio 20:00 | Argentina | 3 : 0                           | India | Chengdu University Gymnasium, Chengdu, China |  |
|                   |           | ( 25-19, 27-25, 25-19 ) Reporte |       |                                              |  |

| 31 de julio 17:30 | República Checa | 0 : 3                           | Argentina | Guanghua Campus Gymnasium, Chengdu, China |  |
|                   |                 | ( 16-25, 18-25, 18-25 ) Reporte |           |                                           |  |

| 2 de agosto 17:30 | Argentina | 3 : 0                                                    | Irán | Xipu Campus Gymnasium, Chengdu, China |  |
|                   |           | ( 25-19, 44-42, 25-19 ) [object%20HTMLLIElement Reporte] |      |                                       |  |

### Cuartos de final
| 4 de agosto 17:30 | Italia | 3 : 1   | Argentina | Chengdu University Gymnasium, Chengdu, China |  |
|                   |        | Reporte |           |                                              |  |

### Semifinales 5.º al 8.º puesto
| 5 de agosto 20:00 | Argentina | 3 : 0                           | Portugal | Chengdu University Gymnasium, Chengdu, China |  |
|                   |           | ( 25-21, 25-19, 25-18 ) Reporte |          |                                              |  |

### Partido por el 5.º puesto
| 6 de agosto 17:55 | Argentina | 3 : 0                                                    | Alemania | Chengdu University Gymnasium, Chengdu, China |  |
|                   |           | ( 17–25, 20–25, 16–25 ) [object%20HTMLLIElement Reporte] |          |                                              |  |

- Posición final: 5.º puesto

Plantel: Matías Giraudo Escurra, Santiago Díaz Bolli, Sergio Soria, Agustín Gallardo, Imanol Salazar Tombion, Ignacio Ruiz, Lucas Conde, Germán Gómez, Nahuel Rojas, Manuel Balagué, Jonás Ponzio y Tobías Scarpa. Entrenadores: Santiago Darraidou y Pablo Pereira.

## Voley Femenino

### Grupo A
– Clasificados a los cuartos de final.      – Clasificados a los playoffs del 9.º al 12.º puesto.
| Pos. | Equipo    | Partidos | Partidos | Partidos | Pts. | Sets | Sets | Sets  | Puntos | Puntos | Puntos |
| Pos. | Equipo    | PJ       | PG       | PP       | Pts. | SG   | SP   | Ratio | PG     | PP     | Ratio  |
| ---- | --------- | -------- | -------- | -------- | ---- | ---- | ---- | ----- | ------ | ------ | ------ |
| 1.º  | China     | 2        | 2        | 0        | 6    | 6    | 1    | 6.000 | 162    | 131    | 1.237  |
| 2.º  | Alemania  | 2        | 1        | 1        | 3    | 4    | 3    | 1.333 | 139    | 146    | 0.952  |
| 3.º  | Argentina | 2        | 0        | 2        | 0    | 0    | 6    | 0.000 | 127    | 151    | 0.841  |

| 31 de julio 20:00 | Argentina | 0 : 3                           | China | Chengdu University Gymnasium, Chengdu, China |  |
|                   |           | ( 22-25, 21-25, 24-26 ) Reporte |       |                                              |  |

| 1 de agosto 20:00 | Alemania | 3 : 0                           | Argentina | Guanghua Campus Gymnasium, Chengdu, China |  |
|                   |          | ( 25-22, 25-22, 25-16 ) Reporte |           |                                           |  |

### Semifinal del 9.º al 12.º puesto
| 3 de agosto 20:00 | Argentina | 3 : 0                           | Colombia | Xihua university Gymnasium, Chengdu, China |  |
|                   |           | ( 25-14, 25-11, 25-14 ) Reporte |          |                                            |  |

### Partido por el 9.º puesto
| 5 de agosto 17:30 | China Taipéi | 3 : 0                           | Argentina | Guanghua Campus Gymnasium, Chengdu, China |  |
|                   |              | ( 25-19, 25-21, 25-23 ) Reporte |           |                                           |  |

- Posición final: 10.º puesto

Plantel: Berenice Almeyda, Azul Benitez, Rocio Belen Brandan, Maria De La Paz Corbalan, Camila Giraudo Escurra, Julieta Holzmaisters, Daniela Veronica Nielson Ramella, Gisela Vanina Nieva, Sol Ayelen Piccolo, Carolina Rocio Polanis, Rosa Elena Reinoso, Sabrina Yael Torino. DT: María Laura Vincente.

## Baloncesto masculino
| Equipo    | Pts | PJ | PG | PP |
| --------- | --- | -- | -- | -- |
| Argentina | 6   | 3  | 3  | 0  |
| Rumania   | 5   | 3  | 2  | 1  |
| Mongolia  | 4   | 3  | 1  | 2  |
| Sudáfrica | 3   | 3  | 0  | 3  |

|  | Avanza de fase |

| 29 de julio 15:30 | Argentina                           | 102–36          | Sudáfrica    | Chengdu                               |  |
|                   | Parciales: 29–6, 27–12, 23–12, 23–6 |                 |              |                                       |  |
|                   | Estadísticas                        | Reporte Pts Reb | Estadísticas | Pabellón: Qingshuihe Campus Gymnasium |  |

| 30 de julio 11:00 | Rumania                               | 56–70           | Argentina    | Chengdu                                       |  |
|                   | Parciales: 16–19, 16–13, 13–19, 11–19 |                 |              |                                               |  |
|                   | Estadísticas                          | Reporte Pts Reb | Estadísticas | Pabellón: Fenghuangshan Sports Park Gymnasium |  |

| 31 de julio 15:00 | Argentina                             | 84–71           | Mongolia     | Chengdu                     |  |
|                   | Parciales: 16–16, 25–19, 22–12, 26–24 |                 |              |                             |  |
|                   | Estadísticas                          | Reporte Pts Reb | Estadísticas | Pabellón: Sichuan Gymnasium |  |

### Cuartos de final
| 2 de agosto | Lituania                              | 75–78           | Argentina    | Chengdu                     |  |
|             | Parciales: 22–19, 18–12, 13–24, 22–23 |                 |              |                             |  |
|             | Estadísticas                          | Reporte Pts Reb | Estadísticas | Pabellón: Sichuan Gymnasium |  |

### Semifinal
| 4 de agosto 15:00 | Argentina                             | 68–85           | República Checa | Chengdu                                       |  |
|                   | Parciales: 10–23, 17–16, 18–23, 23–23 |                 |                 |                                               |  |
|                   | Estadísticas                          | Reporte Pts Reb | Estadísticas    | Pabellón: Fenghuangshan Sports Park Gymnasium |  |

### Partido por el3.erpuesto
| 6 de agosto 15:00 | Estados Unidos                        | 102–91          | Argentina    | Chengdu                                       |  |
|                   | Parciales: 29–30, 30–28, 20–12, 23–21 |                 |              |                                               |  |
|                   | Estadísticas                          | Reporte Pts Reb | Estadísticas | Pabellón: Fenghuangshan Sports Park Gymnasium |  |

Posición final: 4.º puesto
Plantel: Agustín Barreiro, Santiago Bruera, Carlos Buemo, Enzo Filippetti, Manuel Lambrisca, Bautista Lugarini, Mateo Chiarini, Facundo Vázquez, Facundo Corvalán, Sebastián Lugo, Manuel Rodríguez Ortega y Matías Carneglia. Entrenador: Mauricio Santángelo.

## Baloncesto femenino
| Equipo    | Pts | PJ | PG | PP |
| --------- | --- | -- | -- | -- |
| Japón     | 4   | 2  | 2  | 0  |
| Hungría   | 3   | 2  | 1  | 1  |
| Argentina | 2   | 2  | 0  | 2  |

|  | Avanza de fase |

| 28 de julio 10:00 | Argentina                           | 49–63           | Hungría      | Chengdu                     |  |
|                   | Parciales: 12–20, 21–9, 5–16, 11–18 |                 |              |                             |  |
|                   | Estadísticas                        | Reporte Pts Reb | Estadísticas | Pabellón: Sichuan Gymnasium |  |

| 29 de julio 19:30 | Japón                                | 100–56          | Argentina    | Chengdu                                        |  |
|                   | Parciales: 27–12, 17–23, 25–12, 31–9 |                 |              |                                                |  |
|                   | Estadísticas                         | Reporte Pts Reb | Estadísticas | Pabellón: Qingbaijiang Sports Centre Gymnasium |  |

### Clasificación del 9.º al 12.º puesto
| Equipo     | Pts | PJ | PG | PP |
| ---------- | --- | -- | -- | -- |
| Portugal   | 6   | 3  | 3  | 0  |
| Argentina  | 5   | 3  | 2  | 1  |
| Rumania    | 4   | 3  | 1  | 2  |
| Eslovaquia | 3   | 3  | 0  | 3  |

| 1 de agosto 15:00 | Argentina                           | 54–68           | Portugal     | Chengdu                               |  |
|                   | Parciales: 14–9, 10–19, 8–19, 22–21 |                 |              |                                       |  |
|                   | Estadísticas                        | Reporte Pts Reb | Estadísticas | Pabellón: Qingshuihe Campus Gymnasium |  |

| 3 de agosto 15:00 | Argentina                                         | 86–80           | Eslovaquia   | Chengdu                                        |  |
|                   | Parciales: 9–19, 33-16, 18–20, 15–20 (T.E.: 11-5) |                 |              |                                                |  |
|                   | Estadísticas                                      | Reporte Pts Reb | Estadísticas | Pabellón: Qingbaijiang Sports Centre Gymnasium |  |

| 5 de agosto 11:00 | Rumania                              | 40–67           | Argentina    | Chengdu                               |  |
|                   | Parciales: 12–17, 7–10, 11–14, 10–26 |                 |              |                                       |  |
|                   | Estadísticas                         | Reporte Pts Reb | Estadísticas | Pabellón: Qingshuihe Campus Gymnasium |  |

Posición final: 10.º lugar
Plantel: Georgina Buzzeti, Candela Gentinetta, Milagros Mazza, Julia Centurión, María Victoria Fux, Agustina Marín, Laila Raviolo, Iara Navarro, Magalí Vilches, Delfina Saravia, Sofía Wolf y Amaiquen Siciliano. Entrenador: Mauricio Santángelo.

## Judo
Masculino
| Atleta                | Evento      | Ronda de 32      | Octavos de final     | Cuartos de final | Semifinales      | Repechaje        | Final / MB       | Final / MB   |
| Atleta                | Evento      | Oponente puntaje | Oponente puntaje     | Oponente puntaje | Oponente puntaje | Oponente puntaje | Oponente puntaje | Posición     |
| --------------------- | ----------- | ---------------- | -------------------- | ---------------- | ---------------- | ---------------- | ---------------- | ------------ |
| Gianfranco Monteagudo | Men's 66 kg | Chang W 10–00    | Saidaburorov L 01–10 | No clasificó     | No clasificó     | No clasificó     | No clasificó     | No clasificó |

## Remo
Masculino
| Atleta       | Evento        | Ronda Clasificación | Ronda Clasificación | Repechaje | Repechaje | Semifinales | Semifinales | Finales | Finales  |
| Atleta       | Evento        | Tiempo              | Posición            | Tiempo    | Posición  | Tiempo      | Posición    | Tiempo  | Posición |
| ------------ | ------------- | ------------------- | ------------------- | --------- | --------- | ----------- | ----------- | ------- | -------- |
| Matias Arana | Single sculls | 7:29.38             | 3 R                 | 7:28.50   | 3 SA      | 7:38.74     | 6 FB        | 7:29.88 | 11       |

## Atletismo
Femenino
| Atleta              | Evento                | Ronda Clasificación | Ronda Clasificación | Semifinales  | Semifinales  | Final        | Final        |
| Atleta              | Evento                | Resultado           | Posición            | Resultado    | Posición     | Resultado    | Posición     |
| ------------------- | --------------------- | ------------------- | ------------------- | ------------ | ------------ | ------------ | ------------ |
| Candela Belaustegui | 100 metros con vallas | 15.09               | 25                  | No clasificó | No clasificó | No clasificó | No clasificó |
| Candela Belaustegui | 400 metros con vallas | 1:04.84             | 22                  | No clasificó | No clasificó | No clasificó | No clasificó |

## Natación
Femenino
| Atleta        | Evento              | Ronda Clasificación | Ronda Clasificación | Semifinales  | Semifinales  | Final        | Final        |
| Atleta        | Evento              | Tiempo              | Posición            | Tiempo       | Posición     | Tiempo       | Posición     |
| ------------- | ------------------- | ------------------- | ------------------- | ------------ | ------------ | ------------ | ------------ |
| Brisa Kaniuka | 200 metros libres   | 2:26.30             | 30                  | No clasificó | No clasificó | No clasificó | No clasificó |
| Brisa Kaniuka | 400 metros libres   | 5:06.77             | 26                  | -            | -            | No clasificó | No clasificó |
| Brisa Kaniuka | 50 metros espalda   | 34.12               | 30                  | No clasificó | No clasificó | No clasificó | No clasificó |
| Brisa Kaniuka | 100 metros espalda  | 1:15.47             | 31                  | No clasificó | No clasificó | No clasificó | No clasificó |
| Brisa Kaniuka | 100 metros mariposa | 2:42.56             | 25                  | No clasificó | No clasificó | No clasificó | No clasificó |

## Gimnasia rítmica
| Atleta      | Evento     | Aparato | Aparato | Aparato | Aparato | Total  | Posición |
| Atleta      | Evento     | Aro     | Balón   | Bastón  | Cinta   | Total  | Posición |
| ----------- | ---------- | ------- | ------- | ------- | ------- | ------ | -------- |
| Martina Gil | All-around | 27.150  | 21.850  | 20.600  | 22.950  | 88.850 | 26       |

## Gimnasia artística
Masculino
| Atleta      | Evento     | Clasificación | Clasificación | Clasificación | Clasificación | Clasificación | Clasificación | Clasificación | Clasificación | Final        | Final        | Final        | Final        | Final        | Final        | Final        | Final        |
| Atleta      | Evento     | Aparato       | Aparato       | Aparato       | Aparato       | Aparato       | Aparato       | Total         | Posición      | Aparato      | Aparato      | Aparato      | Aparato      | Aparato      | Aparato      | Total        | Posición     |
| Atleta      | Evento     | F             | PH            | R             | V             | PB            | HB            | Total         | Posición      | F            | PH           | A            | V            | BP           | BH           | Total        | Posición     |
| ----------- | ---------- | ------------- | ------------- | ------------- | ------------- | ------------- | ------------- | ------------- | ------------- | ------------ | ------------ | ------------ | ------------ | ------------ | ------------ | ------------ | ------------ |
| Julián Jato | All-around | 12.566        | 9.533         | 12.566        | 13.200        | 12.266        | 11.200        | 71.331        | 53            | No clasificó | No clasificó | No clasificó | No clasificó | No clasificó | No clasificó | No clasificó | No clasificó |

Femenino
| Atleta            | Evento     | Clasificación | Clasificación | Clasificación | Clasificación | Clasificación | Clasificación | Final        | Final        | Final        | Final        | Final        | Final        |
| Atleta            | Evento     | Aparato       | Aparato       | Aparato       | Aparato       | Total         | Posición      | Aparato      | Aparato      | Aparato      | Aparato      | Total        | Posición     |
| Atleta            | Evento     | V             | UB            | F             | BB            | Total         | Posición      | V            | UB           | F            | BB           | Total        | Posición     |
| ----------------- | ---------- | ------------- | ------------- | ------------- | ------------- | ------------- | ------------- | ------------ | ------------ | ------------ | ------------ | ------------ | ------------ |
| Lara Demarsico    | All-around | 11.666        | 10.733        | 11.633        | 11.366        | 45.398        | 24            | No clasificó | No clasificó | No clasificó | No clasificó | No clasificó | No clasificó |
| Faustina Pascucci | All-around | 11.600        | 11.000        | 10.066        | 11.233        | 43.899        | 29            | No clasificó | No clasificó | No clasificó | No clasificó | No clasificó | No clasificó |
| Faustina Pascucci | Vault      | 10.750        |               |               |               | 10.750        | 17            | No clasificó | No clasificó | No clasificó | No clasificó | No clasificó | No clasificó |